# 18歳選挙権
18歳選挙権（18さいせんきょけん）は、日本において公職選挙の選挙権年齢を20歳以上から18歳以上に引き下げる法改正・選挙制度改正である。これにより18歳以上のすべての国民に選挙権が付与された。
18歳選挙権を実現する改正公職選挙法は、2015年（平成27年）6月19日に公布され、2016年（平成28年）6月19日に施行され、同年6月22日から適用されることとなった。

## 概要
2007年（平成19年）の第1次安倍内閣において憲法改正国民投票法案が国会に提出された際、かねてから選挙権年齢を18歳以上に引き下げる意向を持っていた野党第一党の民主党の強い意向により、国民投票では投票権を有する国民は18歳以上との規定を設けた修正案が成立し、附則で公職選挙法の選挙権年齢の18歳以上への引き下げの検討が盛り込まれるようになった。国民投票権について、選挙権の年齢を18歳以上に引き下げるまでは、暫定的に20歳以上のままとした。国会審議の中では、「かつては21歳選挙権が世界的な趨勢だったが、1970年（昭和45年）前後に各国で憲法改正等があり、18歳選挙権を取る国が増えた。」「現時点（2007年）で世界の186ヶ国中、162ヶ国で18歳選挙権が保障」などの発言があった。
8年後の2016年（平成28年）から選挙権年齢を20歳以上から18歳以上に引き下げる公職選挙法改正案が2015年（平成27年）6月4日に衆議院で全会一致で可決、同年6月17日に参議院でも全会一致で可決され、成立した。日本で選挙権年齢が拡大されるのは、選挙権年齢が25歳以上から20歳以上に引き下げられて完全普通選挙が導入された1945年（昭和20年）以来71年ぶり。選挙権年齢の拡大により、18歳・19歳の選挙運動も解禁となり、少年法に絡んで未成年者が連座制の適用となる悪質な選挙違反に関与した事件について「その罪質が選挙の公正の確保に重大な支障を及ぼすと認める場合」の逆送規定が盛り込まれた（公職選挙法附則第5条）。2022年4月1日に成人年齢が20歳から18歳に引き下げられると、2022年4月1日に成人年齢が20歳から18歳に引き下げられると、この規定は公職選挙法附則第5条から少年法第63条第2項に変更となった。
1960年代後半に大学紛争が高校に波及してきたことから、1969年（昭和44年）10月31日に「生徒は未成年者であり、（中略）選挙権等の参政権が与えられていないことなどからも明らかであるように、国家・社会としては未成年者が政治的活動を行うことを期待していないし、むしろ行わないよう要請している。」として文部省初等中等教育局長が高校生の政治的活動の全面的な禁止を通知していた。今回18歳以上に選挙権年齢が引き下げられたことを受けて、2015年（平成27年）10月29日に文部科学省初等中等教育局長から高校生の政治的活動を限定的に認める通知が出された。
2016年（平成28年）6月19日に法制度が施行され、2016年（平成28年）6月26日告示、同年7月3日投票の福岡県うきは市長選が日本初の18歳・19歳選挙となった（平成28年（2016年）6月28日告示、同年7月3日投票の滋賀県日野町長選挙も日本初の18歳・19歳選挙として予定されていたが、立候補が現職1人のみだったため無投票当選となり選挙は行われなかった）。国政では7月10日が投票日の第24回参議院議員通常選挙が初となり、18歳・19歳（1996年（平成8年）～1998年（平成10年）生まれ）が期日前投票制度や不在者投票制度によって公示日翌日の6月23日から投票できるようになり、約240万人が新たな有権者となった。
ただし、2016年参院選では漁業実習などで遠洋航海中の水産高校の実習生らが船員法で定める「船員」に当たらないために洋上投票できない事態が発生した。これに対処するため、実習生が持つ「練習船実習生証明書」があれば、洋上投票ができるように2016年12月に法改正が行われ、2017年4月に施行された。
衆議院議員総選挙としては、2017年（平成29年）10月22日投票の第48回衆議院議員総選挙が初となった。
2016年の改正法は、同時に海区漁業調整委員会の公選委員の選挙権についての漁業法第87条を改正し、選挙権年齢及び被選挙権年齢が20歳以上から18歳以上に引き下げられた。財産区議会議員選挙の選挙権についても、選挙権年齢を条例で直接制定している場合は選挙権年齢が20歳以上から18歳以上に引き下げる条例改正が行われた。
なお、民生委員（児童委員）、人権擁護委員、検察審査員、裁判員は「選挙権を有する者」が資格者となっているが、公職選挙法改正法の附則により「当分の間」は「20歳以上の成年者」を資格とする旨が規定された。2022年4月1日に成人年齢が20歳から18歳に引き下げられると、同旨の規定は削除された。
進学に伴う転居の際に住民票を移さなかった学生や生徒が、転居前の自治体に居住実態がないとして投票が認められない場合がある。第24回参議院議員通常選挙について毎日新聞が全国の市区町村の選挙管理委員会にアンケートしたところ、回答のあった1500市区町村のうち72市町村の学生と生徒計1773人が投票を認められなかったという。72市町村では不在者投票宣誓書の内容に基づき個別に確認をすることなどによって居住実態が調査されたが、その他の自治体では人員不足などの問題から十分に調査ができないとして投票が認められている。自治体間で対応に差があることや居住実態の調査の妥当性を疑問視する声がある。